# Félix Brítez Román
Félix Brítez Román (Asunción, Paraguay, 24 de marzo de 1967) y es un exfutbolista paraguayo. Jugaba de delantero y militó en diversos clubes de Paraguay, Chile y Perú. Además, fue parte del seleccionado internacional paraguayo, con el cual disputó 16 partidos y anotó 4 goles. Incluso, fue parte del plantel del seleccionado paraguayo, que disputó la Copa América de Brasil 1989.

## Clubes
| Club               | País     | Año       |
| ------------------ | -------- | --------- |
| Cerro Porteño      | Paraguay | 1985-1987 |
| Internacional      | Brasil   | 1987      |
| Cerro Porteño      | Paraguay | 1988-1993 |
| Everton            | Chile    | 1994-1995 |
| Cerro Porteño      | Paraguay | 1996-1998 |
| Deportivo Pesquero | Perú     | 1999-2000 |